# Valmiera FC
Valmiera Football Club (fra og med 2020) er en fodboldklub fra Letland. Klubben spiller i den bedste lettiske liga Virslīga og har hjemmebane på J. Dalina stadions i byen Valmiera.

## Historie
Klubben blev stiftet i 1996.

## Historiske slutplaceringer
| Sæson | Niveau | Liga     | Placering | Kilde  | Notering               |
| ----- | ------ | -------- | --------- | ------ | ---------------------- |
| 2014  | 1.     | 1. līga  | 3.        | [ 2 ]  |                        |
| 2015  | 1.     | 1. līga  | 2.        | [ 3 ]  |                        |
| 2016  | 1.     | 1. līga  | 4.        | [ 4 ]  |                        |
| 2017  | 1.     | 1. līga  | 1.        | [ 5 ]  | Oprykning til Virslīga |
| 2018  | 1.     | Virslīga | 8.        | [ 6 ]  |                        |
| 2019  | 1.     | Virslīga | 4.        | [ 7 ]  |                        |
| 2020  | 1.     | Virslīga | 3.        | [ 8 ]  |                        |
| 2021  | 1.     | Virslīga | 2.        | [ 9 ]  |                        |
| 2022  | 1.     | Virslīga | 1.        | [ 10 ] |                        |
| 2023  | 1.     | Virslīga | 4.        | [ 11 ] |                        |
| 2024  | 1.     | Virslīga | 4.        | [ 12 ] |                        |

## Klubfarver
| Valmiera FC | Valmiera FC |

## Trup
Pr. 7. april 2024
| Nr. | Land      | Position | Spiller                                        |
| --- | --------- | -------- | ---------------------------------------------- |
| 1   | Venezuela | MM       | Carlos Olses                                   |
| 2   | Letland   | FO       | Daniels Balodis (anfører)                      |
| 3   | Letland   | FO       | Niks Sliede                                    |
| 4   | Letland   | FO       | Roberts Veips                                  |
| 5   | Letland   | FO       | Kristers Alekseiciks                           |
| 16  | Letland   | MI       | Kristers Volkovs                               |
| 7   | Brasilien | MI       | Gustavo                                        |
| 8   | Kroatien  | MI       | Branimir Cavar (lånt fra NK Dubrava Tim kabel) |
| 10  | Letland   | MI       | Lukass Vapne (lånt fra FK Metta)               |
| 15  | Letland   | MI       | Kevins Cesnieks                                |
| 12  | Letland   | MM       | Davis Oss                                      |
| 14  | Letland   | AN       | Renars Varslavans                              |
| 17  | Japan     | MI       | Carlos Duke                                    |
| 18  | Letland   | MI       | Niks Dusalijevs                                |

| Nr. | Land                        | Position | Spiller                                      |
| --- | --------------------------- | -------- | -------------------------------------------- |
| 19  | Senegal                     | AN       | Djibril Guèye                                |
| 21  | Letland                     | MI       | Kristers Penkevics                           |
| 22  | Senegal                     | MI       | Meissa Diop                                  |
| 23  | Letland                     | FO       | Maksims Toņiševs                             |
| 25  | Slovenien                   | MI       | Crt Rotar                                    |
| 27  | Letland                     | FO       | Emils Birka                                  |
| 34  | Ukraine                     | MI       | Andriy Korobenko (lånt fra Ingulets Petrove) |
| 36  | Letland                     | MI       | Ralfs Kragliks                               |
| 41  | Japan                       | AN       | Yusuke Omori                                 |
| 69  | Letland                     | MM       | Davis Veisbuks                               |
| 9   | Brasilien                   | AN       | Léo Gaúcho                                   |
| 24  | Senegal                     | AN       | Alioune Ndoye                                |
| 77  | Frankrig                    | AN       | Jérémie Porsan-Clémente                      |
| 28  | Letland                     | AN       | Ingars Pulis                                 |
| 29  | Republikken Congo           | AN       | Jason Bahamboula                             |
| —-  | Ukraine                     | MI       | Artem Mylchenko                              |
| —-  | Nigeria                     | MI       | Adel Ghanem (lånt fra MC Alger U21)          |
| —-  | Ghana                       | AN       | Richmond Owusu                               |
| —-  | Brasilien                   | AN       | Lucas Aruba                                  |
| —-  | Demokratiske Republik Congo | AN       | Jeancy Kizili                                |